# Classe Kingfisher
 (janvier 2020).
Pour les articles homonymes, voir Kingfisher.
La classe Kingfisher était une classe de neuf sloops de patrouille de la Royal Navy (Marine royale britannique) construits en trois groupes de trois chacun au cours des années 1930. Ils ont servi pendant la Seconde Guerre mondiale, principalement dans les convois de la côte Est anglaise en mer du Nord.

## Conception
La classe Kingfisher était une tentative de construire un navire de patrouille de moins de 600 tonnes, en raison de l'absence de clauses sur les navires de cette taille dans le traité naval de Londres de 1930. Il était prévu que ces navires escorterait le transport côtier en temps de guerre. Sa petite taille et la courte portée qui en résultait (elle était basée sur un destroyer à échelle réduite) le rendaient impropre au travail en haute mer.
La conception présente un certain nombre de lacunes : premièrement, cette classe a été conçue à un niveau technique trop élevé : construit selon les spécifications complètes des navires de guerre et propulsé par des moteurs à turbine à vapeur à engrenages, il n'était pas adapté à la production de masse ; deuxièmement, ces bâtiments étaient armés d'un seul canon de 4 pouces vers l'avant et de charges de profondeur à l'arrière, ce qui limitait considérablement leur capacité à se défendre, sans parler de leurs charges.

## Modifications
Le manque déplorable d'armement défensif a été résolu au début de la guerre en ajoutant plusieurs mitrailleuses Vickers sur le pont arrière des groupes Kingfisher et Kittiwake, selon les sloops du groupe Shearwater. Au fur et à mesure de leur disponibilité, deux canons Oerlikon de 20 mm ont été ajoutés, sur des supports de piédestal simples à l'arrière du rouf, la mitrailleuse inutile étant remplacée plus tard par une autre paire de ces armes. Le radar magnétron de type 271 a été ajouté sur le toit du pont au fur et à mesure de sa disponibilité. Ce radar fournissait un ensemble d'indications cibles capable de détecter le château d'un bateau ou même le périscope ou le snorkel d'un sous-marin. Un radar d'avertissement aérien de type 286 fut aussi ajouté en tête de mât. Les navires qui avaient le canon Mark V sur le support ouvert HA Mark III avaient un bouclier ajouté pour donner aux équipages des armes à feu une mesure de protection sur le gaillard exposé.

## Les bâtiments

### GroupeKingfisher
- HMS Kingfisher (L70) - construit par Fairfield Shipbuilding and Engineering Company, Govan. Commandé le 15 décembre 1933, quille posée le 1er juin 1934, lancé le 14 février 1935 et achevé le 18 juin 1935. Vendu pour mise au rebut en 1947.
- HMS Mallard (L42) - construit par Alexander Stephen and Sons, Linthouse. Commandé le 21 mars 1935, quille posée le 12 juin 1935, lancé le 26 mars 1936 et achevé le 15 juillet 1936. Vendu pour mise au rebut en 1947.
- HMS Puffin (L52) - également construit par Alexander Stephen and Sons, Linthouse. Commandé le 21 mars 1935, quille posée le 12 juin 1935, lancé le 5 mai 1936 et achevé le 26 août 1936. Battu et endommagé par un sous-marin de poche allemand en mer du Nord le 26 mars 1945 et radié comme perte totale, vendu pour la démolition en 1947.

### GroupeKittiwake
- HMS Kittiwake (L30) - construit par John I. Thornycroft & Company, Woolston. Commandé le 21 janvier 1936, quille posée le 7 avril 1936, lancé le 30 novembre 1936 et achevé le 29 avril 1937. Vendu en service marchand en 1946 sous le nom de Tuch Shing.
- HMS Sheldrake (L06) - également construit par John I. Thornycroft and Company, Woolston. Commandé le 21 janvier 1936, quille posée le 21 avril 1936, lancé le 28 janvier 1937 et achevé le 1er juillet 1937. Vendu en service marchand en 1946 sous le nom de Tuch Loon.
- HMS Widgeon (L62) - construit par Yarrow and Company, Scotstoun. Commande le 13 janvier 1937, quille posée le 8 mars 1937, lancé le 2 février 1938 et achevé le 16 juin 1938. Vendu pour mise au rebut en 1947. Widegon avait également le fanion numéro P62.

### GroupeShearwater
- HMS Shearwater (L39) - construit par J S White & Company, Cowes; commandé le 6 avril 1938, quille posée le 15 août 1938, lancé le 18 avril 1939 et achevé le 7 septembre 1939. Vendu pour mise au rebut en 1947.
- HMS Guillemot (L89) - construit par William Denny and Brothers, Dumbarton; commandé le 6 avril 1938, quille posée le 22 août 1938, lancé le 6 juillet 1939 et achevé le 28 octobre 1939. Vendu pour mise au rebut en novembre 1950.
- HMS Pintail (L21) - également construit par J. Samuel White and Company, Cowes; ordonnée le 6 avril 1938, quille posée le 22 août 1938, lancé le 18 août 1939, et achevé le 28 novembre 1939. Miné dans l'estuaire de Humber le 10 juin 1941.

## Dans la fiction
Nicholas Monsarrat, l'auteur de La Mer cruelle (Titre original : The Cruel Sea), a servi dans deux sloops de la classe Kingfisher : le HMS Guillemot en 1942 en tant que premier lieutenant et le HMS Shearwater en 1943 en tant que capitaine, après avoir été reclassés en corvettes. Le HMS Dipper et le HMS Winger étaient des corvettes de classe Kingfisher fictives dans ses histoires East Coast Corvette (1943) et Corvette Command (1944)